# Крячок-інка
Крячок-інка (Larosterna inca) — вид сивкоподібних птахів підродини крячкових (Sterninae) родини мартинових (Laridae).

## Поширення
Вид поширений вздовж узбережжя Тихого океану від північного Перу на південь до центральної частини Чилі. Розмножується від Лобос-де-Тьєрра на півночі Перу на південь до річки Аконкагуа поблизу Вальпараїсо, Чилі. Гніздиться на морських скелях і островах гуано, а також на штучних спорудах, таких як уступи під пірсами та покинуті баржі.

## Опис

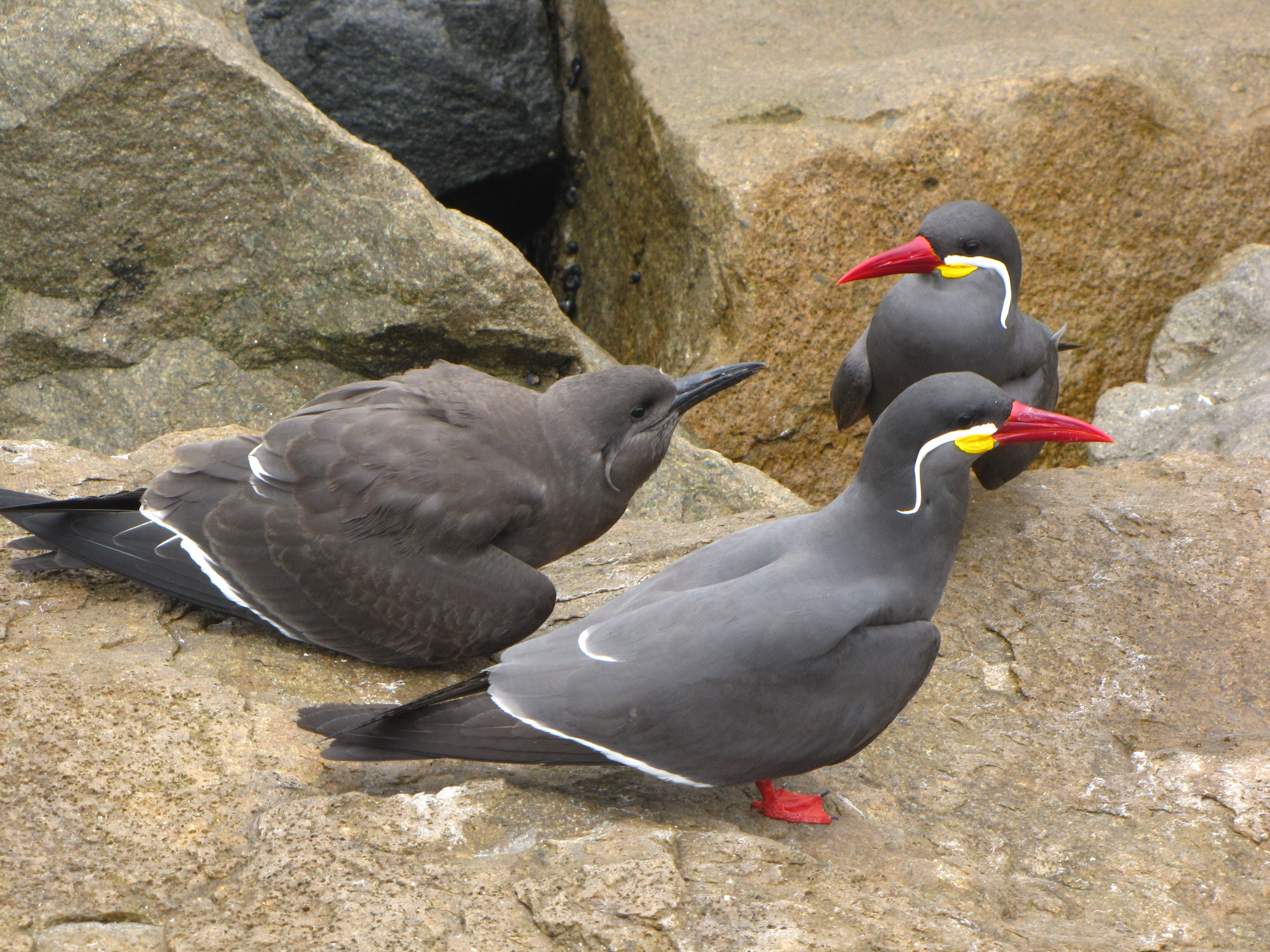
Сім'я крячок-інка у Лімі, Перу

Птах має довжину від 39 до 42 см і важить від 180 до 210 г. Його оперення унікальне. Дорослі особини мають здебільшого темно-сірий колір тіла з блідим горлом і підкрилками. Біла смуга тягнеться назад від основи дзьоба і розгортається віялом у вигляді довгих атласних пір'їн уздовж шиї. Задня кромка крил і краї чотирьох зовнішніх первинних білі. Хвіст чорний і помірно роздвоєний. Райдужка коричнева, ноги й ступні темно-червоні, а дзьоб темно-червоний з голою жовтою шкірою біля основи.